# جوونزتاون (تگزاس)
جوونزتاون، تگزاس (به انگلیسی: Jonestown, Texas) یک شهر در ایالات متحده آمریکا با جمعیت ۱٬۶۸۱ نفر است که در تگزاس واقع شده‌است.